# Sainte-Sabine
Sainte-Sabine – miejscowość i gmina we Francji, w regionie Burgundia-Franche-Comté, w departamencie Côte-d’Or.
Według danych na rok 1990 gminę zamieszkiwały 183 osoby, a gęstość zaludnienia wynosiła 22 osoby/km² (wśród 2044 gmin Burgundii Sainte-Sabine plasuje się na 728. miejscu pod względem liczby ludności, natomiast pod względem powierzchni na miejscu 1028.).